# Totenmarter bei Weißenbrunn

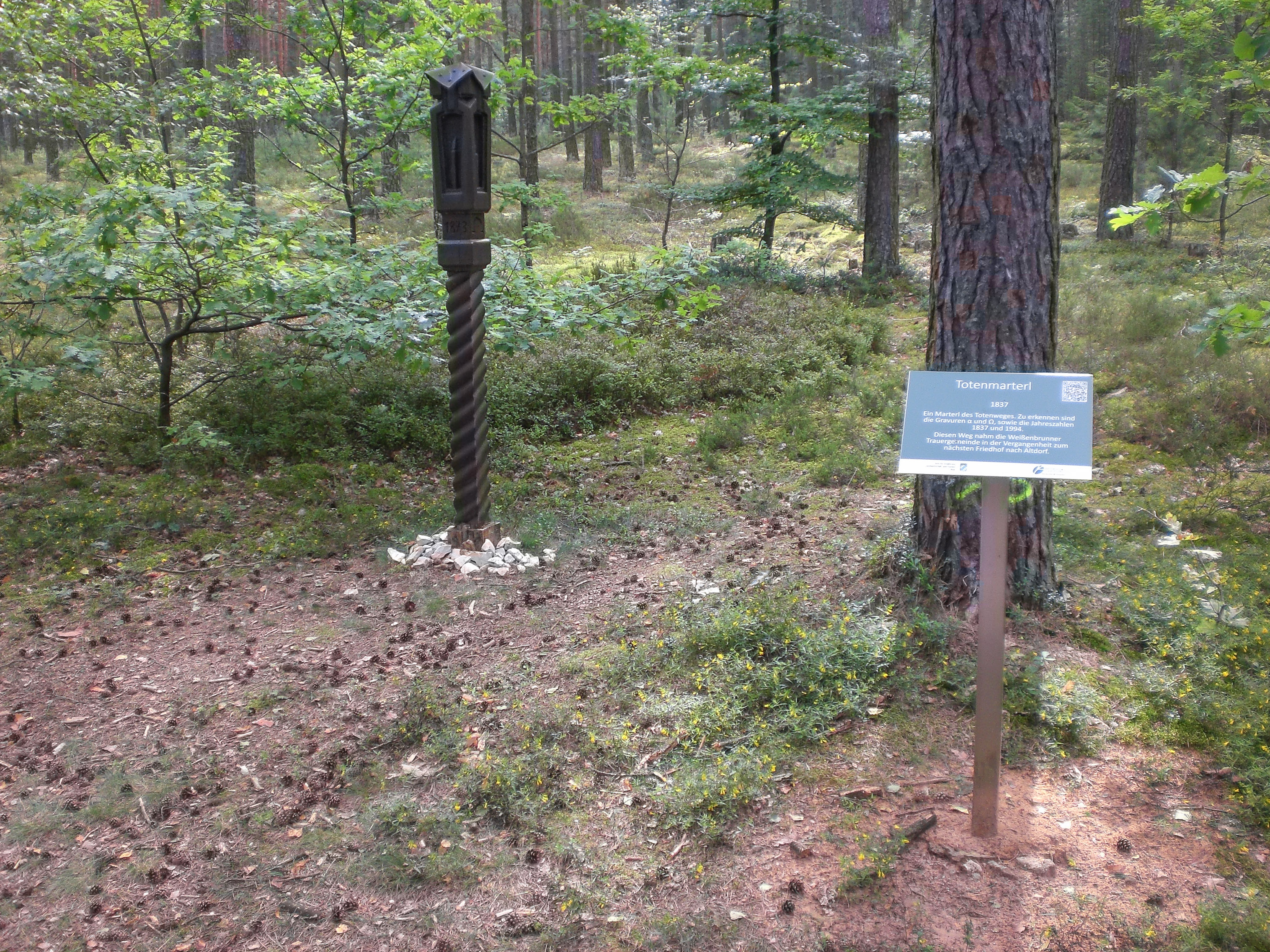
Totenmarter bei Weißenbrunn

Die Totenmarter bei Weißenbrunn ist eine gedrehte Holzmarter im gemeindefreien Gebiet Winkelhaid im mittelfränkischen Landkreis Nürnberger Land in Bayern. Sie wird lokal auch Totenrast genannt.

## Lage
Die Holzsäule befindet sich etwa 800 Meter südlich von Weißenbrunn nahe der Gemeindegrenze zwischen Leinburg und dem gemeindefreien Gebiet Winkelhaid. Sie steht dort an einer Forststraße im Wald. Die Forststraße ist Bestandteil der Wanderweges Eppeleinsweg (). Die Verwaltung der Bayerischen Staatsforsten hat 2017 vor Ort eine Informationstafel aufgestellt.

## Beschreibung

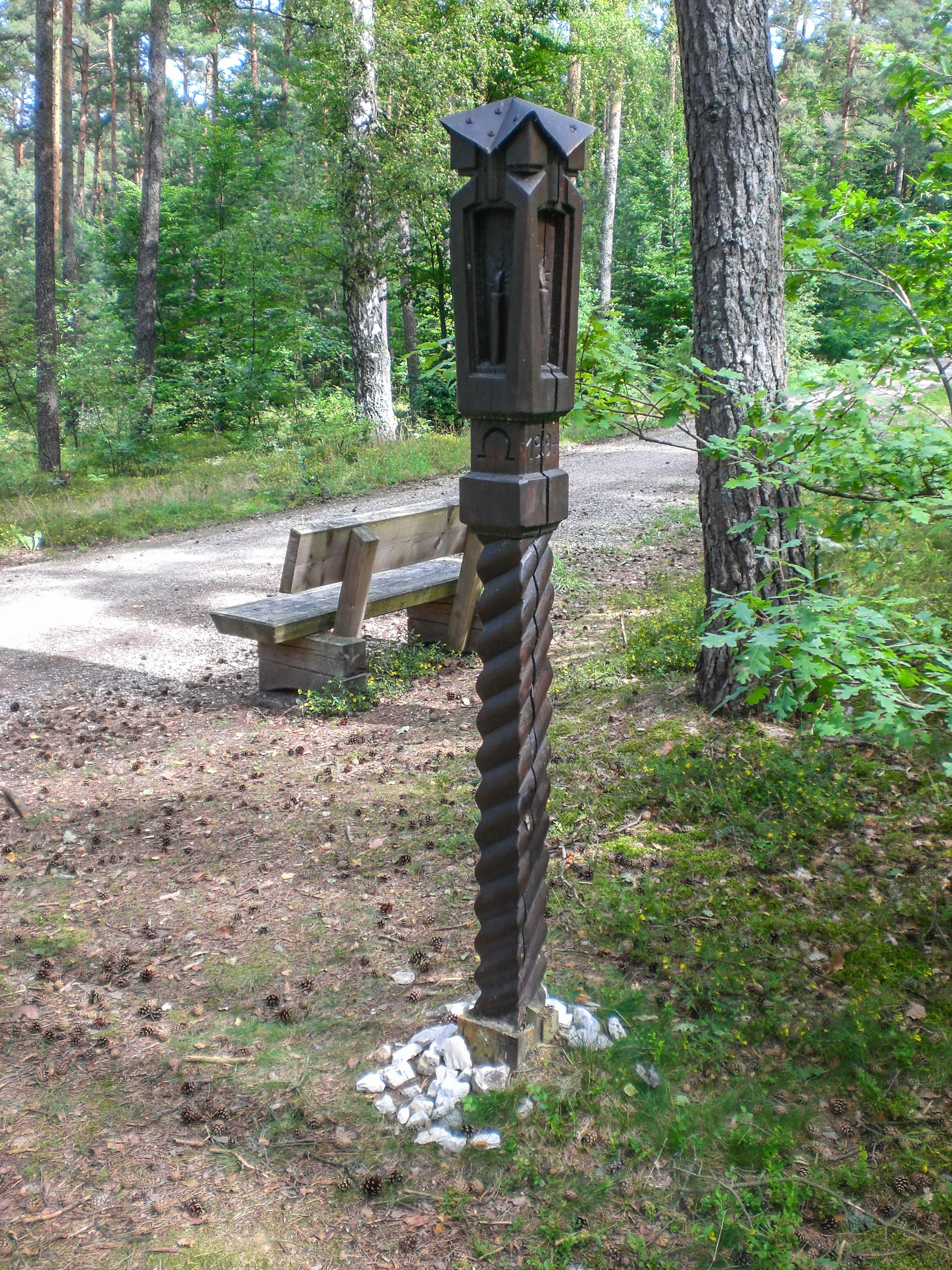
Die Marter

Die Säule ist aus Eichenholz, bräunlich-rot gestrichen, etwa 2,5 Meter hoch und misst 25 cm im Durchmesser. Der Stamm ist gedreht und im oberen Teil finden sich die Gravuren Alpha und Omega sowie die Jahreszahlen 1837 und 1994. Sie ähnelt stark der in der Nähe befindlichen Rote Marter bei Winkelhaid. Da sie an der Gemeindegrenze steht, war die ursprüngliche Nutzung möglicherweise als Forstgrenzsäule. Um den Zustand der devastierten Wälder zu ermitteln, wurde 1840/41 im Nürnberger Reichswald eine Forsteinrichtung durchgeführt. In diesem Zusammenhang entstanden auch Forstreviergrenzsteine (Reviergrenzsäulen). Damit markierten die Förster jeden einzelnen Baum um Holzdiebstahl zu unterbinden. Die Jahreszahl 1994 rührt von einer späteren Restaurierung.

## Brauchtum
Die Lage an der Gemeindegrenze hat der Marter einen eigenartigen Brauch eingebracht. Leichen aus Weißenbrunn wurden früher auf den Altdorfer Friedhof verbracht. Der Sarg wurde dabei auf einem Leiterwagen gestellt und unter dem Sarg lagen dicke Strohbündel, das sogenannte Totenstroh. Auf der Rückfahrt vom Friedhof durfte sich der Kutscher nicht mehr umsehen und musste sehr schnell fahren, damit das ganze Stroh durch das Holpern verloren ginge. Funktionierte das nicht, musste er an der Holzsäule anhalten und die Strohbündel an der von Weißenbrunn abgewendeten Seite ablegen. Würde der Fuhrmann das Stroh wieder in die Gemeinde zurückbringen, würde der Sage nach im gleichen Jahr noch jemand sterben. Käme das Stroh unter das Vieh, würden Seuchen ausbrechen.
Der Brauch dieser Totenbannung sagt, dass wenn der Tote wiederkehrt, er nur bis zur Gemeindegrenze gelangen kann, solange er sein eigenes Totenstroh sieht.
Der Brauch des Totenstrohs war in der Altdorfer und Hersbrucker Gegend noch bis in das 20. Jahrhundert gebräuchlich.